# 흥찌
흥찌(베트남어: Hưng Trị / 興治 흥치 / 1588년 1월 ~ 1591년)은 베트남 막 왕조(莫朝) 제5대 군주 막머우헙(莫茂洽)의 다섯번째 연호이다.

## 개원
- 도안타이(端泰) 4년(1588년) 1월에 연호를 흥찌(興治)로 개원함.

- 흥찌(興治) 4년(1591년)에 연호를 홍닌(洪寧)으로 개원함.[1][2]

## 연대 대조표
| 흥찌 | 서기 (西紀) | 간지 (干支) | 후 레 왕조 연호 | 명나라 연호     |
| 원년 | 1588년      | 무자 (戊子) | 꽝흥(光興) 11년 | 만력(萬曆) 16년 |
| 2년  | 1589년      | 기축 (己丑) | 꽝흥 12년       | 만력 17년       |
| 3년  | 1590년      | 경인 (庚寅) | 꽝흥 13년       | 만력 18년       |
| 4년  | 1591년      | 신묘 (辛卯) | 꽝흥 14년       | 만력 19년       |

## 동시대 연호

### 베트남
후 레 왕조(後黎朝)
- 꽝흥(光興) (1578년 ~ 1599년)

### 중국
명(明)
- 만력(萬曆) (1573년 ~ 1620년)

### 일본
- 덴쇼(天正) (1573년 ~ 1592년)

## 같이 보기
- 베트남의 연호